# Nasarawa United
Nasarawa United Football Club – nigeryjski klub piłkarski, grający w pierwszej lidze, mający siedzibę  w mieście Lafia.

## Historia
Klub został założony w 2003 roku, gdy władze Nasarawy podjęły decyzję o przejęciu zespołu Black Stars FC z Gombe. W 2004 roku klub wygrał rozgrywki Nigeria National League i wywalczył historyczny awans do Nigeria Premier League. W 2006 roku Nasarawa United wywalczyła wicemistrzostwo Nigerii, w decydującej fazie tracąc punkt do Ocean Boys FC.

## Stadion
Domowe mecze klub rozgrywa na stadionie o nazwie Lafia Township Stadium w Lafii, który może pomieścić 5000 widzów.

## Sukcesy
- Nigeria Premier League:

wicemistrzostwo (1): 2006
- Nigeria National League:

mistrzostwo (1): 2004

## Występy w afrykańskich pucharach
| Sezon | Rozgrywki           | Runda     | Kraj         | Klub                   | Dom | Wyjazd | Dwumecz      |
| ----- | ------------------- | --------- | ------------ | ---------------------- | --- | ------ | ------------ |
| 2007  | Liga Mistrzów       | wstępna   | Burkina Faso | ASFA Yennenga          | 2–0 | 1–1    | 3–1          |
| 2007  | Liga Mistrzów       | 1         | Gambia       | Gambia Ports Authority | 3–0 | 1–2    | 4–2          |
| 2007  | Liga Mistrzów       | 2         | Sudan        | Al-Hilal Omdurman      | 3–0 | 0–3    | 3–3 (k. 2–3) |
| 2007  | Puchar Konfederacji | pośrednia | Nigeria      | Kwara United           | 1–0 | 0–1    | 1–2          |
| 2016  | Puchar Konfederacji | wstępna   | Senegal      | Génération Foot        | 2–1 | 0–0    | 2–1          |
| 2016  | Puchar Konfederacji | 1         | Algieria     | CS Constantine         | 1–0 | 1–4    | 2–4          |

## Reprezentanci kraju grający w klubie
Stan na wrzesień 2016.
| - Daniel Akpeyi - Rabiu Ali - Abubakar Ibrahim Aliyu - Daniel Amokachi - Yaro Bature - Justice Christopher - Sylvanus Ebiaku | - Azubuike Egwuekwe - Chinedu Ezimora - Emma Onuh - Nasiru Salihu - Olufemi Thomas - Umar Zango |